# Centemopsis graminea
Centemopsis graminea är en amarantväxtart som först beskrevs av Karl Suessenguth och Overkott, och fick sitt nu gällande namn av C. C. Towns. Centemopsis graminea ingår i släktet Centemopsis och familjen amarantväxter. Inga underarter finns listade i Catalogue of Life.